# Hypopyra demaculata
Hypopyra demaculata là một loài bướm đêm trong họ Erebidae.